# Oplerclanis
Oplerclanis là một chi bướm đêm thuộc họ Sphingidae.

## Các loài
- Oplerclanis boisduvali - (Aurivillius, 1898)
- Oplerclanis rhadamistus - (Fabricius, 1781)